# Pantalla electroluminiscente
Una pantalla electroluminiscente (ELD, sigla en inglés) es un tipo de pantalla plana creada intercalando (como un emparedado) una capa de material electroluminiscente, como el arseniuro de galio (GaAs), entre dos capas conductoras. Cuando circula la corriente, la capa de material emite radiación en forma de luz visible. La electroluminiscencia (EL) es un fenómeno óptico y eléctrico donde un material emite luz como respuesta a una corriente eléctrica que pasa a través de él, o por la acción de un campo eléctrico externo de intensidad suficiente.

## Funcionamiento
La ELD funciona excitando átomos al pasar una corriente eléctrica a través de ella, haciendo que esos átomos emitan fotones. Modificando el material que se está excitando, se puede cambiar el color de la luz emitida. La pantalla se construye utilizando, como electrodos, tiras planas y opacas paralelas entre sí, recubiertas de una capa de material electroluminiscente. A su vez, esta capa está recubierta por otra capa de tiras de electrodos, perpendiculares a los de la capa de abajo. Esta capa superior debe ser transparente para dejar pasar la luz que compondrá la imagen que ve el espectador. En cada intersección, el material se ilumina cuando hay campo elèctrico, generando un píxel.

## Abreviaturas
- AMEL (Active Matrix Electroluminescence) Electroluminiscencia Matricial Activa
- TFEL (Thin Film Electroluminescence) Electroluminiscencia de Película Delgada
- TDEL (Thick Dielectric Electroluminescence) Electroluminiscencia de Dieléctrico Grueso